# Narodowy rezerwat przyrody Pulčín - Hradisko
Narodowy rezerwat przyrody Pulčín - Hradisko (cz. Národní přírodní rezervace Pulčín - Hradisko) – narodowy rezerwat przyrody na terenie Czech, w kraju zlińskim, w pobliżu miejscowości Francova Lhota w powiecie Vsetín. Obejmuje górę Hradisko (773 m n.p.m.) na południowo-wschodnim skraju Jaworników wraz z zespołem wychodni skalnych (Pulčínské skály) na wysokości od 510 do 773 m n.p.m. Zajmuje 72,73 ha powierzchni w granicach CHKO Beskidy. Został utworzony 19 stycznia 1989.